# 索爾達茨凱 (赫爾松區)
46°45′36″N 32°14′57″E / 46.76000°N 32.24917°E
索爾達茨凯（烏克蘭語：Солдатське）是乌克兰南部赫尔松州赫尔松区乔尔诺巴伊夫卡市镇內的村落。該村面積0.36平方公里，海拔高度41米，2001年人口139，人口密度每平方公里381.9人。